# Naeder Adet (woreda)
Naeder Adet est l’un des 36 woredas de la région du Tigré, en Éthiopie.